# Verteuil-d’Agenais
Verteuil-d’Agenais ist eine Gemeinde im Südwesten Frankreichs mit 544 Einwohnern (Stand: 1. Januar 2022) und liegt im Département Lot-et-Garonne in der Region Nouvelle-Aquitaine (bis 2016: Aquitanien). 
Die Bewohner werden Verteuillais genannt.

## Geographie
Die Gemeinde liegt zwischen Tonneins und Bergerac am Fluss Petit Tolzac.
Umgeben wird Verteuil-d’Agenais von den folgenden Nachbargemeinden:
| Labretonie   | Tourtrès                                    | Coulx   |
| Hautesvignes | Kompassrose, die auf Nachbargemeinden zeigt | Brugnac |
| Varès        | Grateloup-Saint-Gayrand                     |         |

## Demographie
Die Bevölkerungsentwicklung in Verteuil-d’Agenais wird seit 1793 dokumentiert. 
2016 zählte die Gemeinde 595 Einwohner, was ein Anstieg von 6,6 % gegenüber 2010 bedeutet. 
| Jahr      | 1800  | 1846  | 1876  | 1901 | 1946 | 1975 | 1999 | 2006 | 2018 |
| --------- | ----- | ----- | ----- | ---- | ---- | ---- | ---- | ---- | ---- |
| Einwohner | 1.006 | 1.032 | 1.058 | 883  | 726  | 622  | 544  | 490  | 588  |

## Persönlichkeiten
- Anselm Labarthe (1867–1956), Maler

## Sehenswürdigkeiten
- Église Saint-Eutrope, 15. Jahrhundert

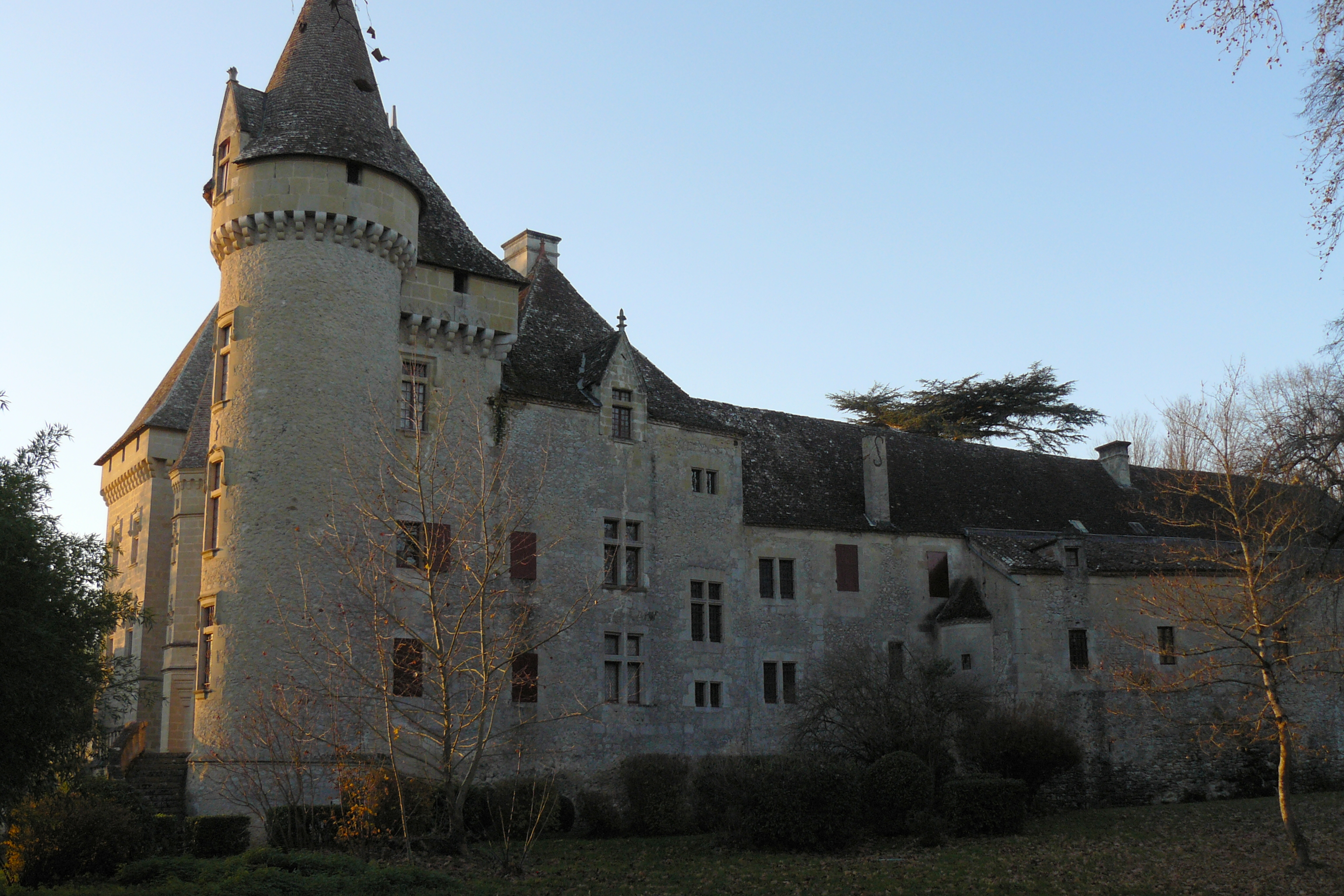
Château de Roquepiquet

- Château de Verteuil, MH (1996)
- Château de Roquepiquet, MH 1997